# Лицара-Векија (Верона)
Лицара-Векија је насеље у Италији у округу Верона, региону Венето.
Према процени из 2011. у насељу је живело 36 становника. Насеље се налази на надморској висини од 79 м.